# 사정관

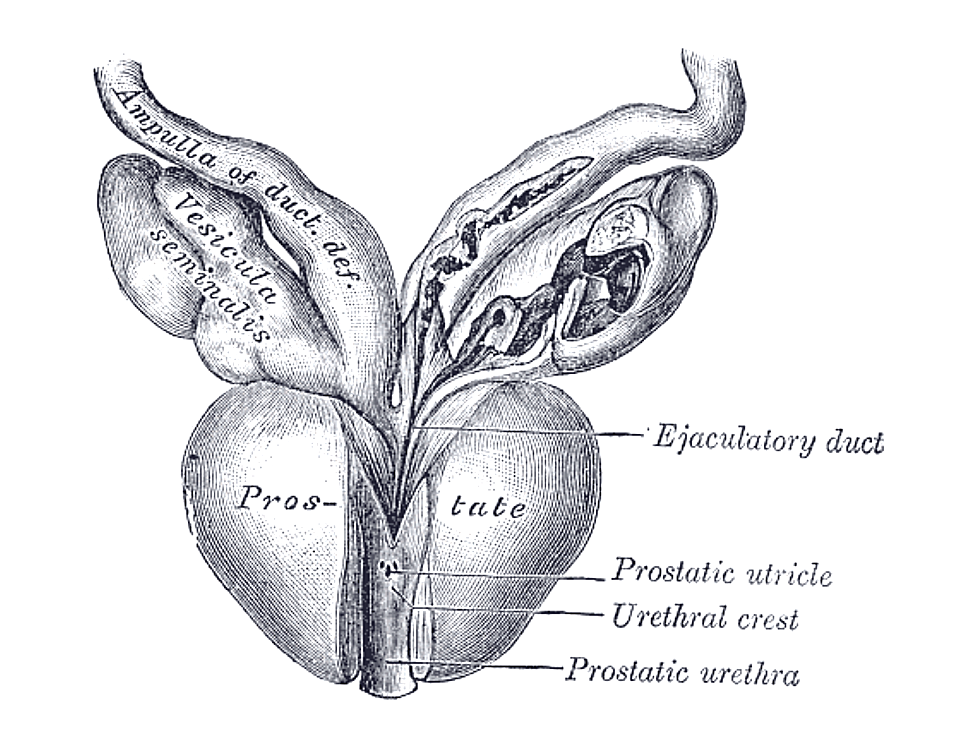

사정관(射精管, Ejaculatory duct; 학명: ductus ejaculatorii)는 남성의 생식기에서 정액을 내보내는 배출로를 말한다.
남성의 수정관의 저정낭, 개구부에서 요도에 이르는 끝부분에서 관벽의 근육벽이 발달된 부분을 사정관이라 하며 수정관 주위의 근육의 수축에 의하여 정액을 요도로 내는 역할을 한다. 무척추동물에서는 거머리나 흡충류 등에서 볼 수 있다.

## 같이 보기
- 정낭
- 전립샘